# I'm So Lonesome I Could Cry
I'm so lonesome I could cry (Estoy tan solo que podría llorar o Estoy solo y me dan ganas de ponerme a llorar) es una canción escrita y grabada por el cantautor estadounidense de música country Hank Williams en 1949.

## Interpretación
La canción habla sobre la soledad y estuvo fuertemente inspirada en la problemática relación del cantautor con su esposa Audrey Sheppard. Debido a su letra memorable, por ejemplo, las primeras líneas: Hear that lonesome whip-poor-will/He sounds too blue to fly... (Escucha al solitario chotacabras/suena demasiado triste para volar), varios artistas han hecho covers de esta canción.
La revista Rolling Stone le otorgó el puesto #111 en su lista de las mejores 500 canciones de todos los tiempos. Es la segunda canción más vieja de la lista y una de las dos únicas de la década de 1940.
La canción aparece en la película cómica de 2009 Zombieland.

## Versiones
Entre los artistas que han grabado la canción después de la muerte de Hank Williams están¨: 
- Johnny Cash
- Nick Cave
- Ray Charles
- Dean Martin
- Al Green
- Stephan Eicher
- B. J. Thomas
- Cassandra Wilson
- Dottie West
- Diamanda Galás
- Freddy Fender
- The Raveonettes
- The Mountain Goats
- Volbeat
- Amy Lee
- Elvis Presley
- Lynda Carter
- he Waterboys
- The Ink Spots
- Yo la Tengo
- Me First and the Gimme Gimmes